# ناحیه اوبانگی
ناحیه اوبانگی (به لاتین: Ubangi District) یک منطقهٔ مسکونی درایالت آزاد کنگو و کنگوی بلژیک بود  که در Équateur (former province) واقع شده‌است.